# کلیساهای رومانسک کاتالان در دره بویی
کلیساهای دره بویی مجموعه‌ای از نه کلیساهای رمانسک اولیه هستند که توسط یونسکو به عنوان میراث جهانی اعلام شده‌اند و در دره بویی، در منطقه کاتالان کم‌رکا آلت ریباگورسا (استان لریدا) قرار دارند.